# خوسيه لويس سيبالوس
خوسيه لويس سيبالوس (بالإسبانية: José Luis Ceballos) هو لاعب كرة قدم أرجنتيني، ولد في 23 فبراير 1953 في قرطبة في الأرجنتين. لعب مع أتلتيكو أتلانتا وانيستتوتو وإيفرتون دي فينا ديل مار وكروز آزول ونادي أتليتيكو بيلغرانو ونادي أطلس ونادي بويبلا ونادي سان لورينزو ونادي لاس بالماس.

## وصلات خارجية
- خوسيه لويس سيبالوس على موقع قاعدة بيانات كرة القدم.إي يو (الإنجليزية)
- خوسيه لويس سيبالوس على موقع عالم كرة القدم.نت (الإنجليزية)